# Laurence Anyways
Laurence Anyways je kanadské filmové drama z roku 2012, které natočil režisér Xavier Dolan podle vlastního scénáře. Hlavní roli ztvárnil francouzský herec Melvil Poupaud a dále ve filmu hrají například Suzanne Clément, Anne Dorval a Monia Chokri. Do hlavní role byl původně obsazen Louis Garrel, nakonec ve filmu nehrál. Film měl premiéru 18. května 2012 na 65. ročníku Filmového festivalu v Cannes. Do francouzských kin byl následně uveden v červenci toho roku. Film získal cenu Queer Palm a rovněž byl nominován na Césara pro nejlepší zahraniční film.